# ジェネシス・セルバニア
ジェネシス・セルバニア（Genesis Servania、1991年8月15日 - ）は、フィリピンのプロボクサー。カシミボクシングジム所属。

## 来歴
2009年2月21日、フィリピンでプロデビュー。マイク・エスパノサを相手に2RKO勝ちを収めた。
2012年6月2日、WBCインターナショナルスーパーバンタム級シルバー王座決定戦にてヘナロ・ガルシアと対戦し、12RTKO勝ちし、タイトルを獲得した。
2012年8月18日、ホルヘ・パソスとWBOアジア太平洋スーパーバンタム級王座決定戦で対戦し、12R判定 3-0(118-107、118-107、118-107)で勝利し、タイトルを獲得した。
2013年7月27日、マカオのベネチアン・リゾート＆カジノでWBOアジア太平洋S・バンタム級タイトルマッチを行ない、冨山浩之介に9R負傷判定2-1（87-82、86-83、84-85）で判定勝ちした。
2013年10月26日、ラファエル・コンセプシオンとWBOインターコンチネンタルスーパーバンタム級王座決定戦で対戦し、2RTKO勝ちし、タイトルを獲得した。
2014年3月1日、フィリピンパサイのソライレ・リゾート・ホテル・アンド・カジノで元WBA世界スーパーフライ級王者のアレクサンデル・ムニョスとWBOインターコンチネンタルスーパーバンタム級タイトルマッチを行ない、12RTKOで勝利し、タイトルを防衛した。
2017年9月22日、アリゾナ州ツーソンにてWBO世界フェザー級王者のオスカル・バルデスに挑戦し、12回0-3（110-116、111-119、109-117）で判定負けし、タイトル獲得に失敗した。
2019年2月10日、WBC米大陸スーパーバンタム級王座決定戦でカルロス・カストロと対戦し、12R判定 0-3(92-98、91-99、90-100)で判定負けした。
2019年12月15日、金沢市の石川県産業展示館で元WBO世界バンタム級王者のプンルアン・ソー・シンユーと対戦し、7R負傷判定 3-0(70-65、70-64、70-64)で勝利した。
2022年10月25日、後楽園ホールで元IBF世界スーパーバンタム級王者の岩佐亮佑と対戦し、4回1分46秒KO負けを喫した。

## 戦績
- プロボクシング：39戦 35勝 (17KO) 4敗

| 戦           | 日付           | 勝敗 | 時間     | 内容         | 対戦相手                         | 国籍           | 備考                                                      |
| ------------ | -------------- | ---- | -------- | ------------ | -------------------------------- | -------------- | --------------------------------------------------------- |
| 1            | 2009年2月21日  | ☆    | 2R 2:19  | KO           | マイク・エスパノサ               | フィリピン     | プロデビュー戦                                            |
| 2            | 2009年3月21日  | ☆    | 4R       | 判定 3-0     | パウエル・バラバ                 | フィリピン     |                                                           |
| 3            | 2009年5月30日  | ☆    | 4R 2:25  | 負傷判定 3-0 | マル・ノンエスカン               | フィリピン     |                                                           |
| 4            | 2009年7月11日  | ☆    | 1R 2:38  | TKO          | ジョセフ・アルティエサ           | フィリピン     |                                                           |
| 5            | 2009年8月29日  | ☆    | 6R       | 判定 3-0     | ジョマール・カブサス             | フィリピン     |                                                           |
| 6            | 2009年11月14日 | ☆    | 6R 0:27  | KO           | メルチョル・アブシェド           | フィリピン     |                                                           |
| 7            | 2010年2月5日   | ☆    | 8R       | 判定 3-0     | ジュン・ピアシダード             | フィリピン     |                                                           |
| 8            | 2010年4月24日  | ☆    | 8R       | 判定 3-0     | ジョグ・アリム                   | フィリピン     |                                                           |
| 9            | 2010年7月24日  | ☆    | 8R       | 判定 3-0     | ジェストーニ・ペティト           | フィリピン     |                                                           |
| 10           | 2010年8月21日  | ☆    | 10R      | 判定 3-0     | ダンリル・マルコス               | フィリピン     |                                                           |
| 11           | 2010年11月20日 | ☆    | 10R      | 判定 3-0     | アルビン・マキリング             | フィリピン     |                                                           |
| 12           | 2011年2月27日  | ☆    | 10R      | 判定 3-0     | レナン・ブランズエラ             | フィリピン     |                                                           |
| 13           | 2011年4月8日   | ☆    | 4R 終了  | TKO          | プレール・トゥパズ               | フィリピン     |                                                           |
| 14           | 2011年6月11日  | ☆    | 2R 1:18  | TKO          | リチャード・ドネア               | フィリピン     |                                                           |
| 15           | 2011年9月10日  | ☆    | 8R       | 判定 3-0     | ヘルソン・ゲレーロ               | メキシコ       |                                                           |
| 16           | 2011年12月10日 | ☆    | 10R      | 判定 3-0     | マルコス・カルデナス             | メキシコ       |                                                           |
| 17           | 2012年3月3日   | ☆    | 10R      | 判定 3-0     | ニック・オティエノ               | ケニア         |                                                           |
| 18           | 2012年6月2日   | ☆    | 12R 2:02 | TKO          | ヘナロ・ガルシア                 | メキシコ       | WBCインターナショナルスーパーバンタム級シルバー王座決定戦 |
| 19           | 2012年8月18日  | ☆    | 12R      | 判定 3-0     | ホルへ・パソス                   | メキシコ       | WBOアジア太平洋スーパーバンタム級王座決定戦               |
| 20           | 2013年3月2日   | ☆    | 7R 2:59  | TKO          | アンキー・アンコッタ             | インド         | WBOアジア太平洋防衛1                                      |
| 21           | 2013年5月25日  | ☆    | 3R 2:15  | KO           | イサック・ジュニア               | インド         |                                                           |
| 22           | 2013年7月27日  | ☆    | 9R 1:42  | 負傷判定 2-1 | 冨山浩之介（ワタナベ）           | 日本           | WBOアジア太平洋防衛2                                      |
| 23           | 2013年10月26日 | ☆    | 2R 2:04  | TKO          | ラファエル・コンセプシオン       | パナマ         | WBOインターコンチネンタルスーパーバンタム級王座決定戦     |
| 24           | 2014年3月1日   | ☆    | 12R 2:22 | TKO          | アレクサンドル・ムニョス         | ベネズエラ     | WBOインターコンチネンタル防衛1                            |
| 25           | 2014年9月5日   | ☆    | 10R 終了 | TKO          | ホセ・カブレラ                   | メキシコ       | WBOインターコンチネンタル防衛2                            |
| 26           | 2015年2月7日   | ☆    | 12R      | 判定 3-0     | ファン・ルイス・エルナンデス     | メキシコ       | WBOインターコンチネンタル防衛3                            |
| 27           | 2015年12月31日 | ☆    | 8R       | 判定 3-0     | エンドリック・バロングサイ       | インド         |                                                           |
| 28           | 2016年9月11日  | ☆    | 8R       | 判定 3-0     | アレクサンドル・エスピノサ       | ベネズエラ     |                                                           |
| 29           | 2017年4月29日  | ☆    | 2R 2:40  | TKO          | ラルフ・ジョン・ルル             | フィリピン     | WBOアジア太平洋フェザー級王座決定戦                       |
| 30           | 2017年9月22日  | ★    | 12R      | 判定 0-3     | オスカル・バルデス               | メキシコ       | WBO世界フェザー級タイトルマッチ                           |
| 31           | 2017年12月17日 | ☆    | 1R 0:37  | KO           | クロペット・シットジャーチャート | タイ           |                                                           |
| 32           | 2018年5月13日  | ☆    | 5R 2:04  | KO           | ジェイソン・バタール・バタ       | インド         |                                                           |
| 33           | 2018年9月28日  | ☆    | 3R 0:44  | KO           | カルロス・カールソン             | メキシコ       |                                                           |
| 34           | 2019年2月10日  | ★    | 12R      | 判定 0-3     | カルロス・カストロ               | アメリカ合衆国 | WBC米大陸スーパーバンタム級王座決定戦                     |
| 35           | 2019年8月24日  | ☆    | 1R 2:07  | TKO          | オマド・ラヒサブ                 | インド         |                                                           |
| 36           | 2019年12月15日 | ☆    | 7R 0:57  | 負傷判定 3-0 | プンルアン・ソーシンユー         | タイ           |                                                           |
| 37           | 2021年8月14日  | ★    | 1R 3:00  | KO           | アンドレス・コルテス             | アメリカ合衆国 |                                                           |
| 38           | 2022年10月25日 | ★    | 4R 1:46  | KO           | 岩佐亮佑（セレス）               | 日本           |                                                           |
| 39           | 2024年3月16日  | ☆    | 8R       | 判定 3-0     | スー・シャオタオ                 | 中国           |                                                           |
| テンプレート |                |      |          |              |                                  |                |                                                           |

## 獲得タイトル
- WBCインターナショナルスーパーバンタム級シルバー王座
- WBOアジア太平洋スーパーバンタム級王座
- WBOインターコンチネンタルスーパーバンタム級王座
- WBOアジア太平洋フェザー級王座